# Öljersjö
Öljersjö is een plaats in de gemeente Karlskrona in het landschap Blekinge en de provincie Blekinge län in Zweden. De plaats heeft 71 inwoners (2005) en een oppervlakte van 13 hectare.